# Escaphiella schmidti
Escaphiella schmidti là một loài nhện trong họ Oonopidae.
Loài này thuộc chi Escaphiella. Escaphiella schmidti được miêu tả năm 1939 bởi Reimoser.